# Калу Уче
Калу Уче (на английски: Kalu Uche) е нигерийски футболист, роден на 15 ноември 1982 г. в Аба. Играе като нападател или полузащитник, се състезава за испанския Алмерия. Той е по-голям брат на Икечукву Уче, който също е футболист.

## Клубна кариера
Уче започва кариерата си през 1998 г. в Енимба от родния си град, а година по-късно преминава в Ивуанянву Национале. През 2000 г. вече е в Испания в отбора на Еспаньол, но не записва нито един мач за А отбора. Следва трансфер в полския Висла Краков, където става двукратен шампион и двукратен носител на купата на страната. През сезон 2004/2005 играе под наем във френския Бордо, а месец след завръщането си във Висла преминава в Алмерия, където играе.

## Национален отбор
За Нигерия Уче дебютира на 21 юни 2003 г. срещу Ангола, отбелязвайки гол. През 2010 г. участва на Купата на африканските нации и печели третото място, а през лятото е част от състава на СП 2010, като записва участие в трите мача на Нигерия и вкарва два от общо трите гола на отбора.

### Голове
| # | Дата        | Място                    | Съперник   | Гол в мача | Краен резултат | Повод |
| - | ----------- | ------------------------ | ---------- | ---------- | -------------- | ----- |
| 1 | 21 юни 2003 | Бенин (Нигерия), Нигерия | Ангола     | 1:2        | 2:2            | КАК   |
| 2 | 27 май 2008 | Грац, Австрия            | Австрия    | 1:1        | 1:1            | П     |
| 3 | 17 юни 2010 | Блумфонтейн, Южна Африка | Гърция     | 0:1        | 2:1            | СП    |
| 4 | 22 юни 2010 | Дърбан, Южна Африка      | Южна Корея | 1:0        | 2:2            | СП    |

## Успехи
Висла Краков
- Екстракласа
  - Шампион: 2003, 2004
  - Вицешампион: 2002
- Купа на Полша
  - Носител: 2002, 2003

 Нигерия
- Купата на африканските нации
  - Трето място: 2010